# Ramphotrigon ruficauda
A Ramphotrigon ruficauda a madarak (Aves) osztályának verébalakúak (Passeriformes) rendjébe és a királygébicsfélék (Tyrannidae) családjába tartozó faj.

## Rendszerezése
A fajt Johann Baptist von Spix német ornitológus írta le 1825-ben, a Platyrhynchus nembe Platyrhynchus ruficauda néven.

## Előfordulása
Dél-Amerikában, Bolívia, Brazília, Ecuador, Francia Guyana, Guyana, Kolumbia, Peru és Venezuela területén honos. Természetes élőhelyei a szubtrópusi vagy trópusi száraz erdők, mocsári erdők, síkvidéki esőerdők, és szavannák. Állandó, nem vonuló faj.

## Megjelenése
Testhossza 16 centiméter.

## Természetvédelmi helyzete
Az elterjedési területe rendkívül nagy, egyedszáma ugyan csökken, de még nem éri el a kritikus szintet. A Természetvédelmi Világszövetség Vörös listáján nem fenyegetett fajként szerepel.